# Rajakivi
Rajakivi är en halvö som förbinds med land genom en våtmark och en stig  i Finland. Den ligger i sjön Kurjenlahti, som är en avskiljd del av sjön Jääsjärvi, på gränsen mellan kommunerna Gustav Adolfs och en sydlig exklav av Joutsa i landskapen Päijänne-Tavastland och Mellersta Finland, i den södra delen av landet, 180 km norr om huvudstaden Helsingfors. Öns area är omkring 190 kvadratmeter och dess största längd är 20 meter i nord-sydlig riktning.